# Lapinkoira
Il Lapinkoira (nome completo Suomenlapinkoira) è un cane poco conosciuto fuori dal suo paese d'origine, la Finlandia, ma molto amato sia come cane da compagnia che come cane da guardia. 

## Origini
Il Lapinkoira è originario della Finlandia, viene usato da secoli dai Lapponi della Scandinavia e delle regioni della Russia del nord per la guardia e la conduzione delle renne. Il Kennel club stabilì un primo standard nel 1945, nel 1967 venne cambiato il nome della razza in "Cane di Lapponia". Negli anni settanta venne stabilita la razza nel suo aspetto corrente e nel 1993 venne modificato il nome in "Cane finlandese di Lapponia". Questa razza è diffusa e amata in tutta la Finlandia anche come cane domestico.

## Aspetto

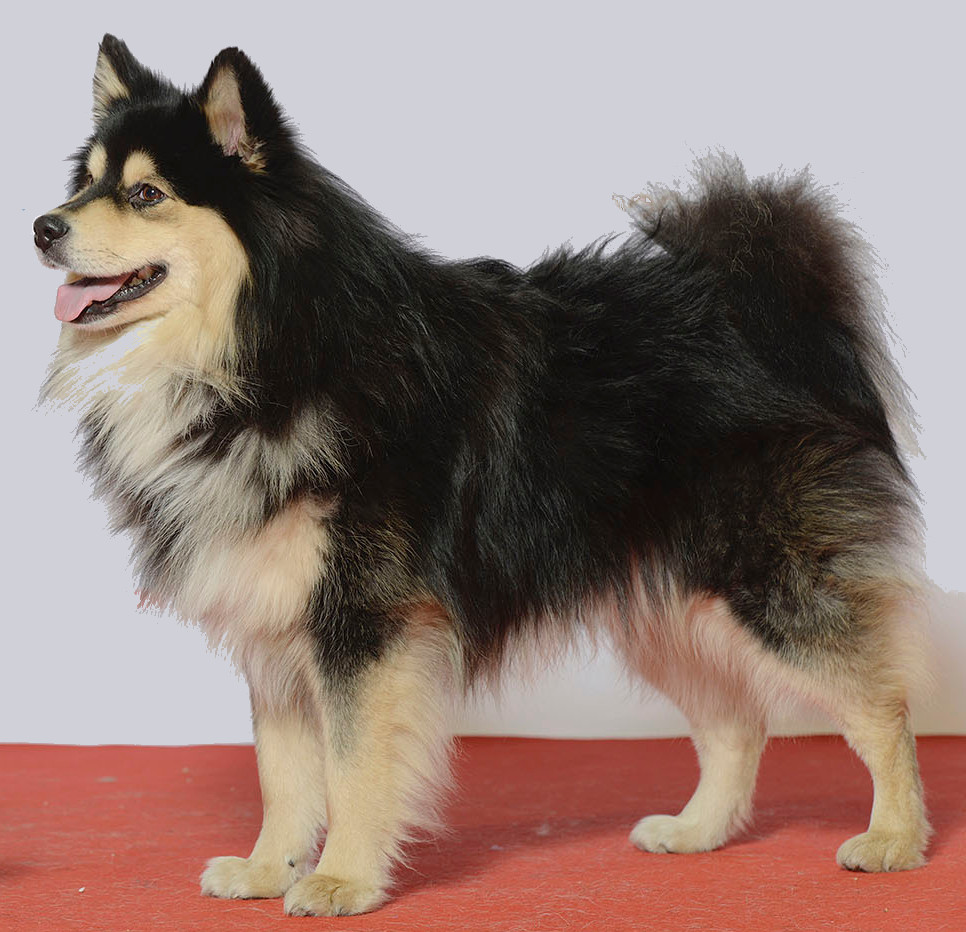
Un esemplare di Lapinkoira

È un cane di taglia di poco inferiore alla media ed ha una costituzione piuttosto robusta in relazione alla taglia. La testa è abbastanza corta con un cranio largo, il muso sottile e le labbra chiuse. Le orecchie sono di grandezza media, portate erette o semierette, ben distanziate l'una dall'altra, sono di forma triangolare e molto mobili. L'attaccatura è piuttosto ampia. Gli occhi sono scuri, ma sempre in armonia con il colore del mantello, a mandorla.
Il corpo è un po' più lungo che alto, la coda è di lunghezza media avvolta ad anello e portata spesso sulla groppa quando il cane è in movimento. Il pelo è abbondante, lungo, piatto e ruvido; il sottopelo è morbido e fitto. Soprattutto i maschi hanno una ricca criniera. Sono ammessi tutti i colori, ma il colore principale deve dominare. Si possono trovare altri colori sulla testa, al collo, al petto, agli arti, nella parte inferiore del corpo e sulla coda.

## Carattere
Ha un carattere sveglio, molto paziente e calmo. È un cane pacifico e molto coraggioso.

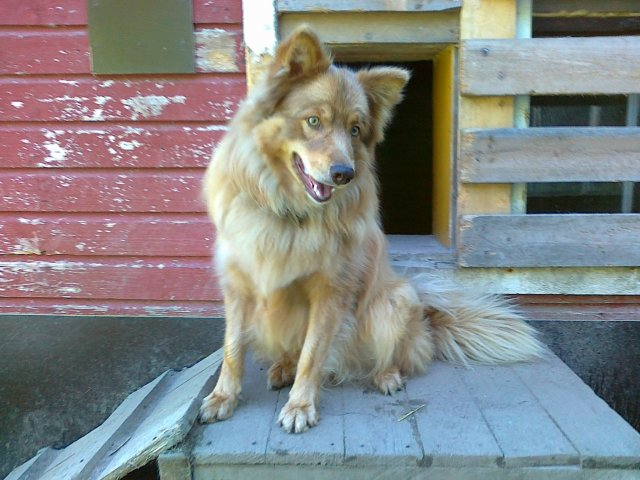
Un esemplare di Lapinkoira

## Difetti
Dimorfismo sessuale insufficiente, testa leggera, stop non sufficientemente marcato, orecchie pendenti, coda portata continuamente al di sotto della linea del dorso, arti troppo angolati o troppo rigidi, assenza di sottopelo, pelo ondulato, colore di base indeterminato. Difetti che comportano l'eliminazione nelle esposizioni canine: prognatismo superiore o inferiore, coda rotta. I maschi devono avere due testicoli ben discesi nello scroto.